# Nuragus
Nuragus  es un municipio de Italia de 1.025 habitantes en la provincia de Cerdeña del Sur, región de Cerdeña. Está situado a 60 km al norte de Cagliari.

## Geografía
El territorio está situado en la subregión de la Giara di Gesturi. Se trata de un destacado punto de referencia comercial entre Cagliari y Olbia.

## Lugares de interés
Muchas son las evidencias de poblamiento prehistórico en la región, entre las que se encuentran domus de janas, varias nuragas como la de Santu Millanu y Valenza, o el pozo sacro nurágico de Coni.
Durante la época romana se construyó una fortaleza, de la que todavía es sede en la actualidad.

## Evolución demográfica
| Gráfica de evolución demográfica de Nuragus entre 1861 y 2001 |
|                                                               |
| Fuente ISTAT - Elaboración gráfica de Wikipedia               |